# Parijse metrolijn 10
Metrolijn 10 is een van de 16 metrolijnen in Parijs. Het eerste deel van deze lijn werd geopend in 1913, de lijn is ongeveer 12 km lang en telt 23 stations. Het beginpunt van de lijn ligt bij station Boulogne Pont de St-Cloud en het eindpunt ligt bij Gare d'Austerlitz.

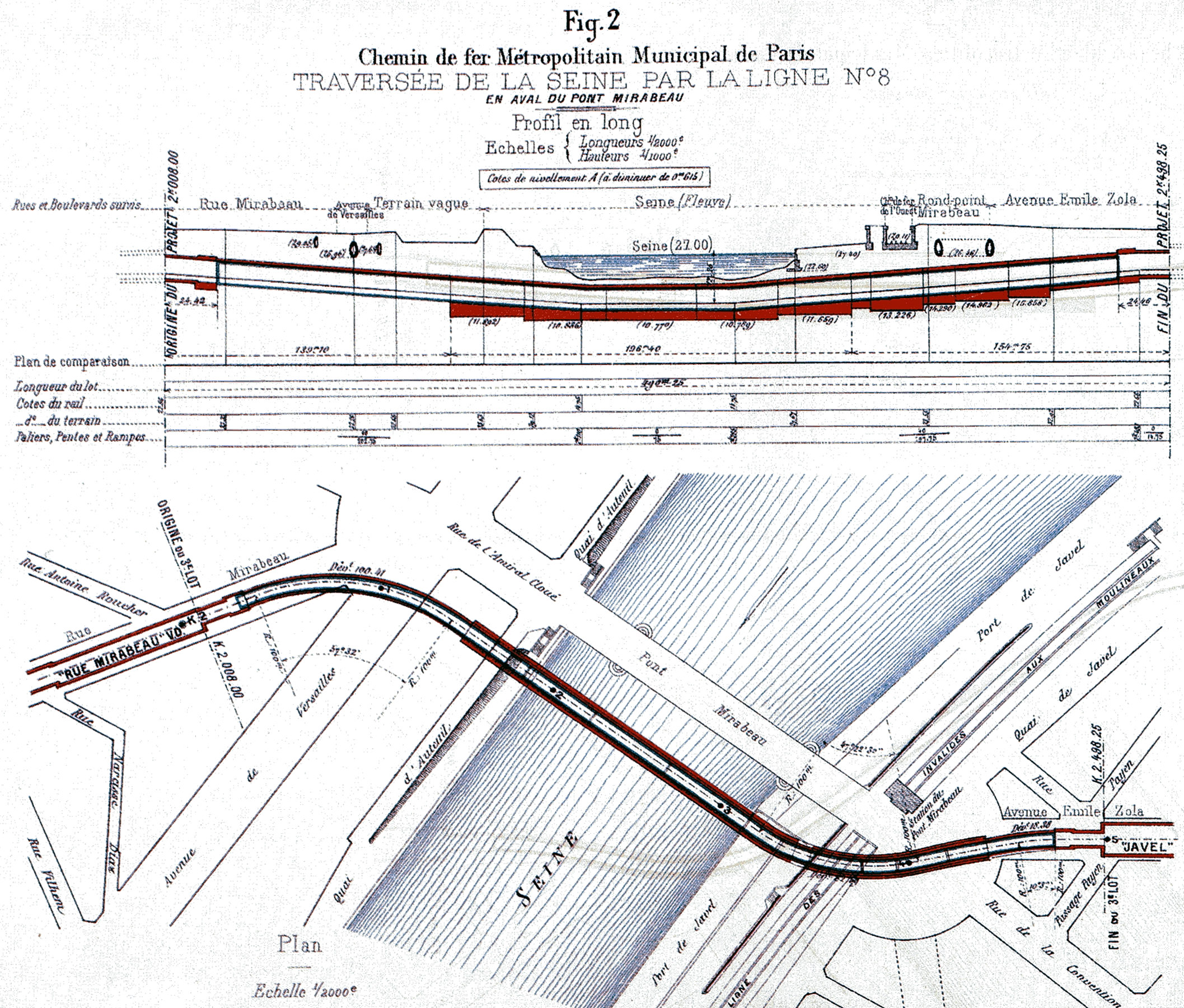
Blauwdruk van de onderwatertunnel bij pont Mirabeau.

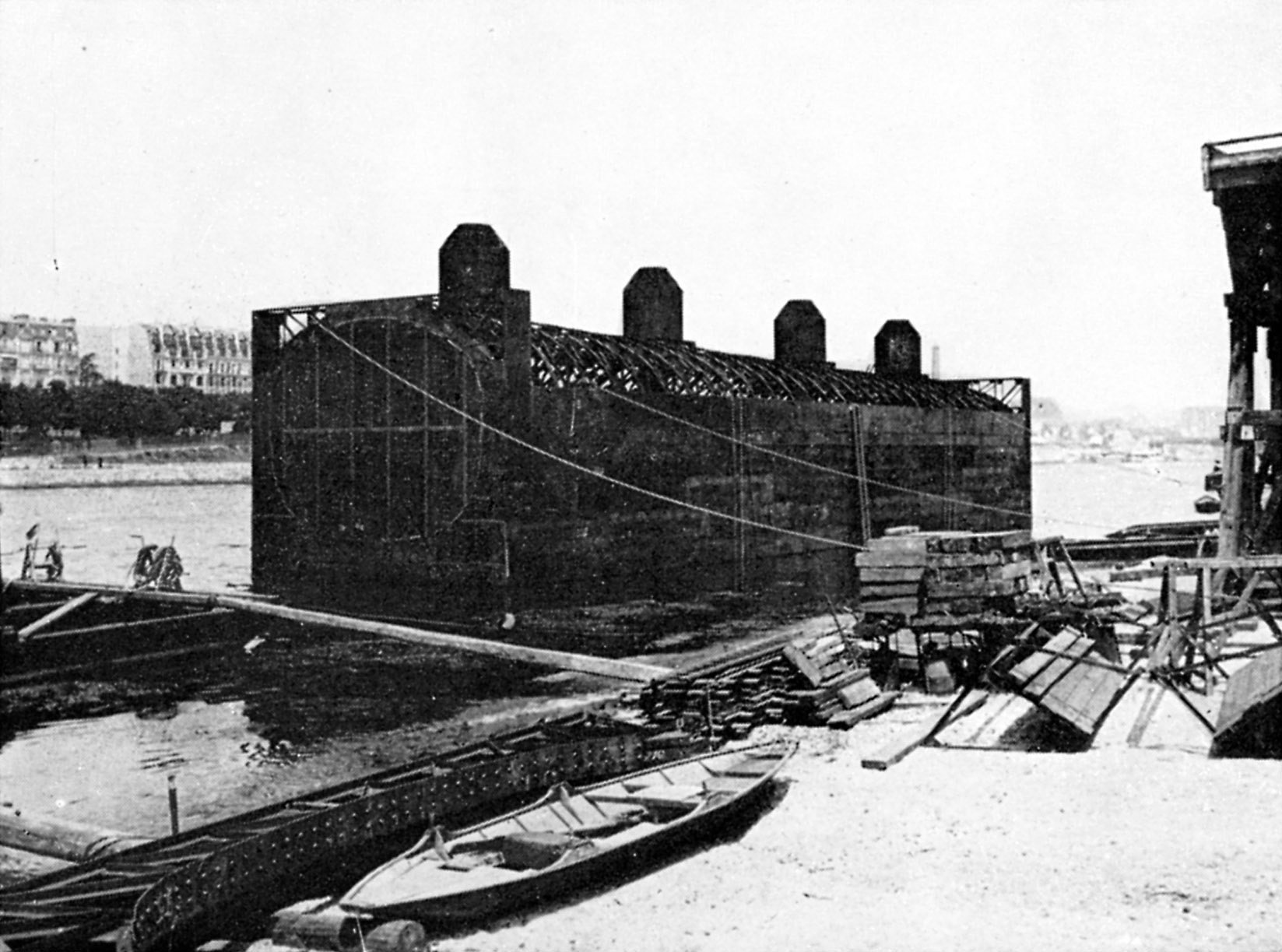
Stalen balken in de Seine nabij pont Mirabeau (1908).

Boulogne - Pont de Saint-Cloud · 
Boulogne - Jean Jaurès · 
Porte d'Auteuil · 
Michel-Ange - Auteuil · 
Église d'Auteuil · 
Michel-Ange - Molitor · 
Chardon-Lagache · 
Mirabeau · 
Javel - André Citroën · 
Charles Michels · 
Avenue Emile Zola · 
La Motte-Picquet - Grenelle · 
Ségur · 
Duroc · 
Vaneau · 
Sèvres - Babylone · 
Mabillon · 
Odéon · 
Cluny - La Sorbonne · 
Maubert - Mutualité · 
Cardinal Lemoine · 
Jussieu · 
Gare d'Austerlitz